# Gustavo Pascualini
Gustavo Pascualini (18 de abril de 1967) es un deportista argentino que compitió en judo. Ganó una medalla de plata en el Campeonato Panamericano de Judo de 1986 en la categoría de –86 kg.

## Palmarés internacional
| Campeonato Panamericano | Campeonato Panamericano | Campeonato Panamericano | Campeonato Panamericano |
| Año                     | Lugar                   | Medalla                 | Categoría               |
| ----------------------- | ----------------------- | ----------------------- | ----------------------- |
| 1986                    | Salinas (Puerto Rico)   | Medalla de plata        | –86 kg                  |